# Lucio Pomponio

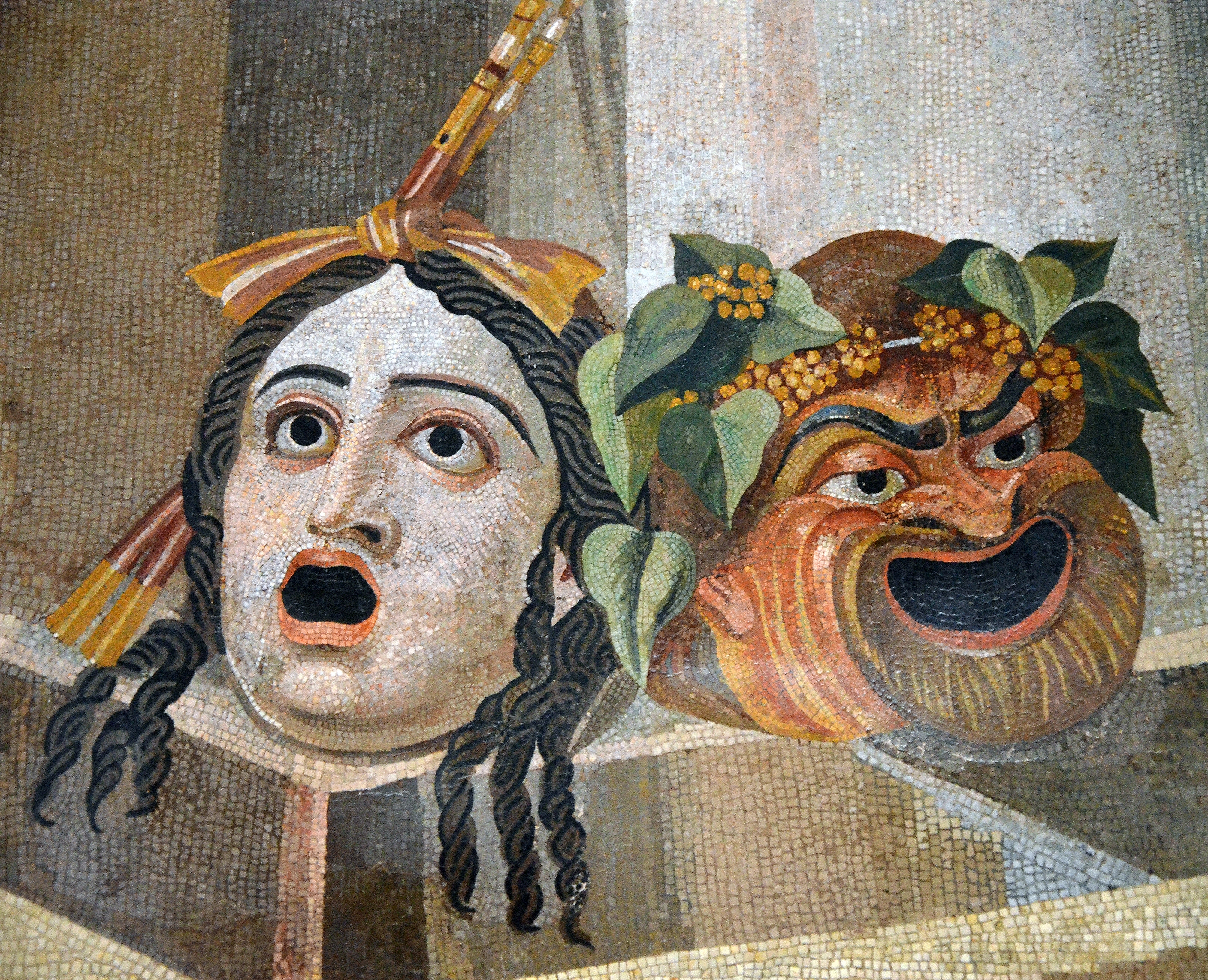
Mosaico que representa máscaras teatrales de Tragedia y Comedia

Lucio Pomponio (en latín Lucius Pomponius), apodado Bononiensis ("el nacido en Bolonia"), fue un autor de teatro cómico romano, célebre alrededor del 90 a. C., en tiempos del dictador Sila.
Introdujo en el teatro romano las atelanas o fábulas atelanas (Atellanae Fabulae), representaciones burlescas, frecuentemente satíricas, cuya comicidad se fundaba en el ridículo y cuyo espíritu consistía en el chiste obsceno, abundando en frases de doble sentido y expresiones contrarias a la decencia. De su obra se conservan nada más que los títulos y algunos fragmentos.

## Fuente
- Vicente  López Soto, Diccionario de autores, obras y personajes de la literatura latina. Barcelona, Juventud, 1991.

- Datos: Q2240081